# Daniel Rapp

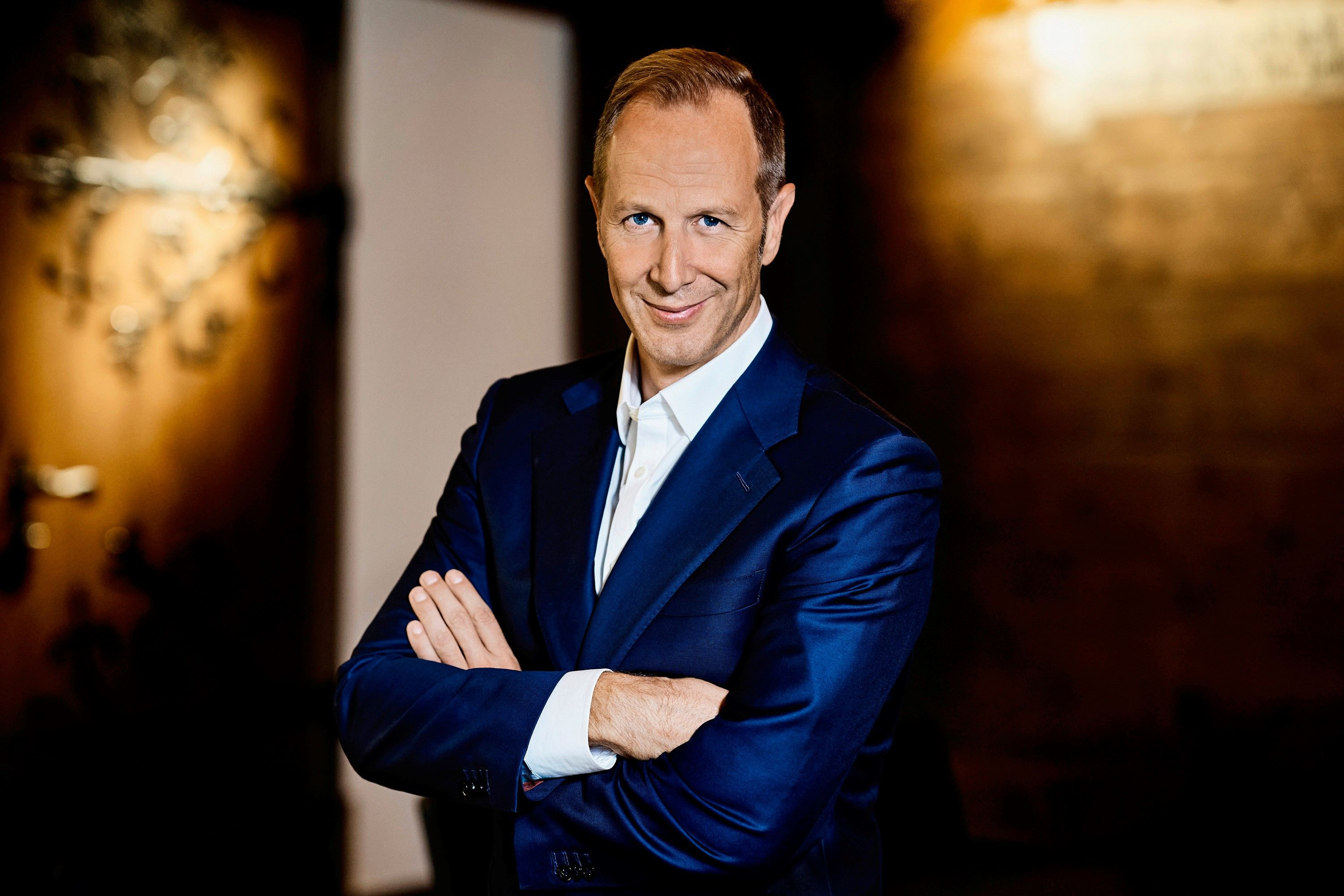
Daniel Rapp (2023)

Daniel Tobias Wolfgang Rapp (* 22. Mai 1972 in Erlangen) ist ein deutscher Politiker (CDU). Seit 7. Juni 2010 ist er Oberbürgermeister von Ravensburg. Davor war er von Juli 2006 bis Mai 2010 Bürgermeister von Sigmaringen.

## Leben
Rapp wuchs im oberschwäbischen Riedlingen auf und besuchte das dortige Kreisgymnasium. Die Familie väterlicherseits stammte aus Ravensburg. Nach dem Abitur leistete er 1992 seinen Grundwehrdienst bei der Internationalen Fernspähschule in Weingarten. Während dieser Zeit wurde er auch zum Fallschirmspringer ausgebildet. Ab 1993 studierte er Jura an der Eberhard-Karls-Universität Tübingen und absolvierte sein Referendariat in Tübingen, Freiburg und Stuttgart. 2004 wurde er in Tübingen mit der Arbeit Mediation im Verwaltungsrecht: Möglichkeiten der Integration mediativer Elemente in das Widerspruchsverfahren bei Fritjof Haft und Michael Ronellenfitsch zum Dr. iur. promoviert. Während seines Studiums wurde er Mitglied der KStV Alamannia Tübingen im KV.
Im Jahr 2000 wurde er als Rechtsanwalt zugelassen. 2003 trat er in die Landesverwaltung Baden-Württemberg ein (Finanzamt Konstanz). Im Jahr 2004 war er im Finanzamt Stuttgart IV tätig, dort unter anderem verantwortlich für den kommunalen Finanzausgleich. 2005 wurde er in die Grundsatzabteilung des Staatsministeriums Baden-Württemberg berufen und war Regierungsrat im Referat für politische Planung im Staatsministerium Baden-Württemberg.
Daniel Rapp ist in zweiter Ehe verheiratet mit Elisabeth Rapp, geborene Bill. Das Paar hat einen gemeinsamen Sohn.

## Politik

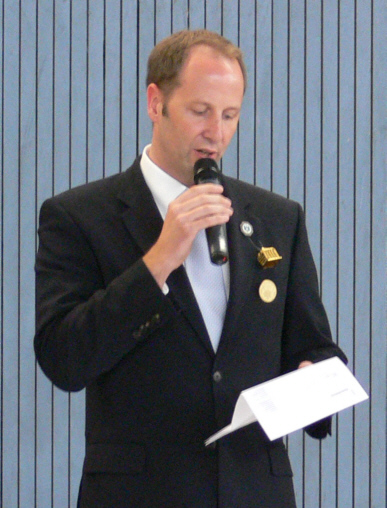
Daniel Rapp (2010)

Von Juli 2006 bis Mai 2010 war Rapp Bürgermeister der Kreisstadt Sigmaringen. Bei der Wahl am 9. Juli 2006 erhielt er im ersten Wahlgang 94,5 Prozent der Stimmen, bei einer Wahlbeteiligung von 32,3 Prozent. 
Während seiner Amtszeit als Bürgermeister fand 2007 die Grundsteinlegung des Neubaus der Life Sciences Fakultät der Hochschule Albstadt-Sigmaringen statt. Weitere Schwerpunkte seiner Amtszeit als Bürgermeister von Sigmaringen waren:
- Schaffung einer kommunalen Wirtschafts- und Tourismusförderung
- Weichenstellungen für das Grünprojekt 2013
- Erweiterung und Sanierung der Stadthalle
- Wiederherstellung des historischen Prinzengartens
- Neugestaltung des Stadteinganges West und das Freilegen der Josefskapelle

Rapp ist seit 7. Juni 2010 Oberbürgermeister der Stadt Ravensburg. Im ersten Wahlgang landete er mit 46,3 Prozent der Stimmen auf dem ersten Platz vor Oswald Metzger. Im zweiten Wahlgang am 28. März 2010 gewann er die Wahl mit 51,8 Prozent der Stimmen.
Da die Finanzlage der Stadt durch ein strukturelles Defizit und ab 2011 aufgrund eines laufenden juristischen Streits mit der Stadt Stuttgart um Gewerbesteuereinnahmen der Württembergische Gemeinde-Versicherung angespannt war, waren die ersten Jahre der Amtszeit Rapps von Diskussionen um Kürzungen in allen Bereichen der städtischen freiwilligen Aufgaben geprägt. 
Durch eine strategische Haushaltskonsolidierung konnte der Verwaltungshaushalt der Stadt dauerhaft um drei Millionen Euro jährlich verbessert werden. Der Streit um die Gewerbesteuer konnte im Juli 2015 durch einen für Ravensburg teilweise vorteilhaften Vergleich beendet werden. Trotz dieser finanziellen Herausforderung gelang es, dass der Kämmereihaushalt der Stadt Ravensburg bereits im Jahr 2017 sogar besser war als vor dem Rechtsstreit: Die Rücklagen waren höher als die Verbindlichkeiten.
In einem von Rapp 2010 vorgeschlagenen neu zu errichtenden „Bürgerrathaus“ an der Stelle der ehemaligen Polizeidirektion in der Seestraße sollten die auf viele Gebäude verteilten städtischen Ämter zusammengefasst werden, um langfristig Miet- und Energiekosten einzusparen. Diese Pläne zur Neuordnung der Verwaltung wurden nach Abschluss des WGV-Vergleichs in veränderter Form wieder aufgenommen: Die Bauverwaltung wurde in einem vorhandenen Bürogebäude im Deisenfang zusammengefasst, gründerzeitliche Villen in der Seestraße wurden verkauft, das Mietverhältnis für den Weingartner Hof wurde nicht verlängert. Es entstanden somit für die drei Dezernate der Stadtverwaltung drei Standorte: Dezernat I (Bürgerdienste etc.): Historisches Rathaus/Bürgerrathaus; Dezernat II (Fachämter): Neues Gebäude in der Seestraße; Dezernat III (Bauen und Umwelt): Technisches Rathaus im Deisenfang. Mit dieser Bündelung soll eine Verbesserung des Services für die Bürger und eine wirtschaftlichere Unterbringung erreicht werden.
In Rapps Amtszeit in Ravensburg fällt auch die Eröffnung des bereits vorher beschlossenen Kunstmuseums Ravensburg 2013. Kurz nach der Eröffnung erhielt dieses Gebäude den Deutschen Architekturpreis. Im Jahr 2015 wurde das Kunstmuseum „Museum des Jahres“ (Internationale Kritikervereinigung AICA). Im selben Jahr erhielt das benachbarte Museum Humpis-Quartier als erstes Museum in Baden-Württemberg den „Museumspreis Baden-Württemberg“ (Toto-Lotto-Gesellschaft).

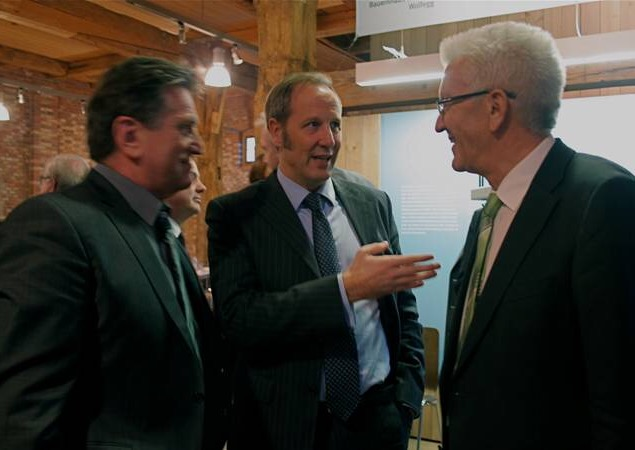
Daniel Rapp im Gespräch mit Winfried Kretschmann (rechts) und Manne Lucha (links)

Durch umfassende Bürgerbeteiligung wurde im Jahr 2015 der Stadtentwicklungsplan „Ravensburg 2030“ erarbeitet. In den verschiedenen Handlungsfeldern (bspw. Wohnen, Verkehr, Grünflächen) wurden bereits konkrete Maßnahmen umgesetzt:
- Bündnis für bezahlbares Wohnen
- Serpentinenweg am Veitsburghang als dreidimensionaler Stadtgarten
- Familientreff Weststadt (inklusive KitaPlus)
- European Energy Award in Gold (bestes Ergebnis in Süddeutschland, dritte Rezertifizierung)
- Hauptstadt der Biodiversität
- Ehrenamtsmesse in der Oberschwabenhalle 2015

In Rapps Amtszeit wurden wichtige städtische Sanierungsmaßnahmen durchgeführt, so zum Beispiel die Sanierung des Spohngebäudes (Albert-Einstein- und Spohngymnasium, Bauvolumen ca. 19 Millionen Euro), Straßenneugestaltungen (bspw. Obere- und Untere-Breite-Straße), Erlebbarmachen der Schussen im Rahmen einer Hochwasserschutzmaßnahme entlang der Schussensiedlung.
Wohnungsneubau erfolgte vor allem im Wege der Innenentwicklung (Bezner-Areal; Konversion des sog. Rinker-Areals), aber auch in Neubaugebieten (bspw. Angele-Straße in Eschach, Oberer Büchelweg, Wohnen am Hofgut/Weststadt).
Ein weiterer Tätigkeitsschwerpunkt von Rapp war die Begleitung bedeutender Privatinvestitionen, bspw. im Sanierungsquartier Bahnstadt (Postareal, AOK, Studentenwohnung i-live, Neubau Raiffeisenbank), etwa 35 Millionen Euro wurde in die Sanierung und Revitalisierung des Gänsbühlcenters investiert. 
Hier entstand unter anderem eine große Einzelhandelsfläche des schwedischen Modekonzerns H&M. Durch die Ansiedlung eines großen Lebensmittelmarktes in diesem Center wurde die Wohnqualität in der Altstadt gestärkt.

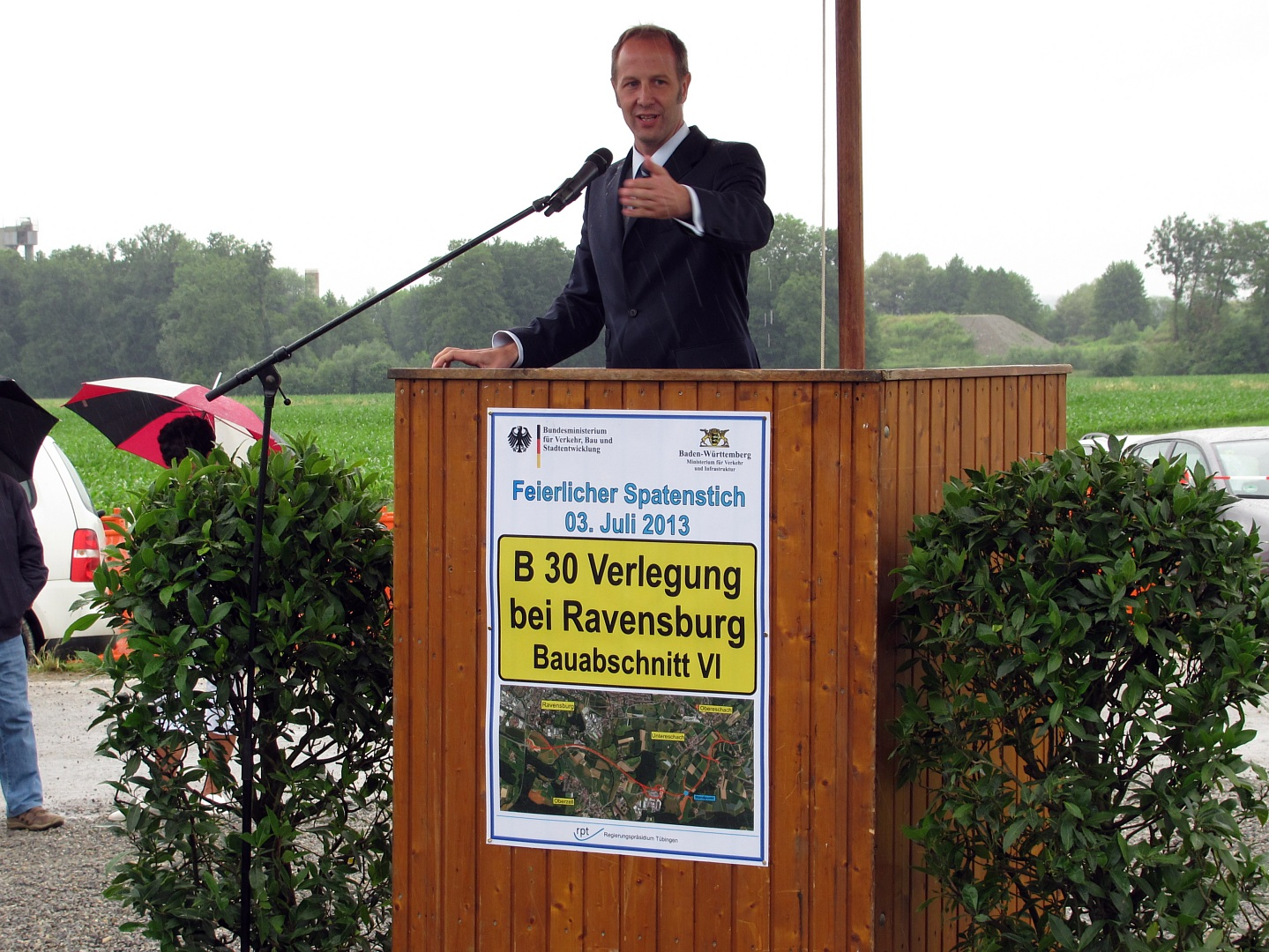
Daniel Rapp beim Spatenstich für die B 30 Süd

Rapp setzte sich mit Nachdruck für den Weiterbau der B30 ein. Nach dem Spatenstich im Sommer 2013 sollte der erste Abschnitt der B 30 neu voraussichtlich im Herbst 2017 dem Verkehr übergeben werden. Ebenso setzte sich Rapp erfolgreich für die Aufnahme des Molldiete-Tunnels in den vordringlichen Bedarf des Bundesverkehrswegeplanes 2016 ein.
Weitere wichtige Schwerpunkte in Rapps politischer Arbeit waren:
- Erweiterung der DHBW um einen weiteren Standort in der Innenstadt (Altes Theater, Mediendesign)[22]
- Sozialer Wohnungsbau: Ravensburg baute als eine der wenigen Städte bereits vor der Zuwanderung von Geflüchteten neue Sozialwohnungen (Wohnprojekt Fischerwiese Südstadt)[23]
- Ravensburg entwickelte sich in den 2010er Jahren zu einem wichtigen Gesundheitscluster. Besonders hervorzuheben sind hier die Investitionen in den Neubau des Elisabethen-Krankenhauses und der Ausbau des Heilig-Geist-Spitales.
- Ausbau der kinder- und familienfreundlichen Stadt: Sehr früh überdurchschnittlicher Ausbau der Betreuung von Unter-drei-Jährigen, Ganztagesangebote, Horte, Kinderferienbetreuung, und weiterer Angebote für Kinder und Jugendliche. Ravensburg wurde dafür im Jahr 2015 ausgezeichnet als „familienbewusste Kommune“ (Arbeitsgemeinschaft Netzwerk Familie Baden-Württemberg)[24]
- Neues Konzept für die kommunale Wirtschaftsförderung: Wirtschaftsförderer ist einheitlicher Ansprechpartner für alle Unternehmensfragen (Bestandsentwicklung, Neuansiedlung, Gründungen etc.). Bündelung aller Wirtschaftsthemen (auch Stadtmarketing und Gewerbeflächenvermittlung) in einer Stabsstelle beim OB.
- Ravensburg ist Fairtrade-Stadt (Auszeichnung im Jahr 2012)[25]
- Durch eine umfassende Rochade wird die Neuunterbringung der Musikschule, die Belebung des Holzmarktes, der Neubau eines Hotels (Kultur- und Kongresshotel im Zusammenspiel mit dem Konzerthaus) und die Rettung der Räuberhöhle angestrebt.[26]

Folgende Neuansiedlungen und Erweiterungen von Wirtschaftsunternehmen fallen in Rapps Amtszeit: Vetter Pharma, EBZ, Schulz Group, Raiffeisenbank Ravensburg, HMS, Kambly, Technologie- und Innovationszentrum kup.Ravensburg etc.

## Zivilcourage
Beim Messerangriff auf Zivilisten in der Ravensburger Innenstadt hat Daniel Rapp am 28. September 2018 den psychisch kranken Täter zum Aufgeben gebracht. Inmitten der oberschwäbischen Stadt hatte der 21-Jährige zuvor an einer Bushaltestelle in der Charlottenstraße, am Frauentor und auf dem zentral gelegenen Marienplatz insgesamt drei Personen attackiert. Er verletzte sie mit einem Metzgermesser teils schwer. Zufällig hielt sich Daniel Rapp zur Tatzeit in der Nähe des Geschehens auf. Alarmiert von beunruhigten Bürgern und Tatzeugen eilte Rapp auf den Marienplatz und griff, nach eigenen Worten, „instinktiv“ ein. Er brachte den Angreifer dazu, das Tatmesser auf den Boden zu legen. Hinzugerufene Polizisten konnten den Täter widerstandslos festnehmen.

## Mitgliedschaften
- Vorsitzender des Aufsichtsrates der Technischen Werke Schussental GmbH & Co. KG
- Vorsitzender des Abwasserzweckverbandes Mariatal
- Vorsitzender der Musikschule Ravensburg e. V.
- Schirmherr des Ravensburger Rutenfestes
- Stellvertretender Vorsitzender des Regionalverbandes Bodensee-Oberschwaben
- Leiter der Württembergischen Verwaltungs- und Wirtschaftsakademie (VWA), Zweigstelle Ravensburg
- Vertreter der Stadt Ravensburg in der Gesellschafterversammlung des Südbahn Interessenverbandes
- Mitglied bei den Mayors for Peace (Bürgermeister für den Frieden)
- Mitglied des Rates für Nachhaltige Entwicklung, Berlin